# Сердцевой щиток
Сердцевой щиток (нем. Herzschild) — геральдический герб меньшего размера, помещенный в середине четырех или более полевых гербов или центрального щита.
На этом щите часто изображен домашний, семейный или фамильный герб.